# Geografia fizyczna
Geografia fizyczna – jeden z podstawowych działów geografii (obok geografii społeczno-ekonomicznej i geografii regionalnej) obejmujący zespół dyscyplin badających zewnętrzne sfery Ziemi (środowisko przyrodnicze jako całość oraz jego poszczególne komponenty (składniki)):
- geomorfologia – formy powierzchni Ziemi i procesy ją kształtujące,
- hydrologia – wody w każdej postaci (hydrosfera):
  - limnologia – wody stojące,
  - potamologia – wody płynące,
  - oceanografia – Ocean Światowy,
  - glacjologia – wody w stanie stałym,
- klimatologia – klimat i jego zmiany
- geografia gleb – pokrywa glebowa,
- biogeografia – świat roślinny i zwierzęcy
- geografia fizyczna kompleksowa – jednostki środowiska przyrodniczego i powiązania między nimi.

Tradycyjnie wymienione dyscypliny zalicza się do geografii, lecz oprócz nich badaniem zewnętrznych sfer Ziemi zajmują się również m.in. geologia, geofizyka, geodezja, biologia lub gleboznawstwo. 